# 和泉村 (新潟県)
和泉村（いずみむら）は、かつて新潟県中頸城郡にあった村。

## 沿革
- 1889年（明治22年）4月1日 - 町村制の施行により、中頸城郡西鳥越村、鍛冶免分、西戸野村、花立村、三伝村、中桑取村、中桑取新田、高住村、西山寺村、諏訪分村、下綱子村、小池村、小池新田及び西横山村の区域をもって、中頸城郡和泉村が発足する。
- 1901年（明治34年）11月1日 - 中頸城郡谷浜村及び和泉村が合併して、改めて中頸城郡谷浜村が発足する。